# Metodologisk pluralism
Metodologisk pluralism förkastar iden av att en vetenskaplig metod är suverän och finner meningen i en variation av information. Somliga använder även termerna epistemologisk pluralism eller epistemologisk anomi. Metoden kan kopplas till anarkism inom vetenskapen.
Metodologisk pluralism etablerade som begrepp under 1970-talet. Då argumenterade sociologer för att den positivistiska hegemonin motverkat nya vetenskapliga upptäckter av metoder.